# Empis vitripennis
Empis vitripennis är en tvåvingeart som beskrevs av Johann Wilhelm Meigen 1822. Empis vitripennis ingår i släktet Empis och familjen dansflugor. Arten är reproducerande i Sverige. Inga underarter finns listade i Catalogue of Life.